# 위양천
위양천(渭陽川)은 울산광역시 울주군 서생면의 삼재고개 부근에서 발원하여 남류하다가 효암천으로 흘러드는 강이다.